# Rahul Banerjee
Rahul Banerjee, född 15 december 1986, är en indisk bågskytt. Han deltog vid olympiska sommarspelen 2012.